# 888 Holdings
888 Holdings est une entreprise de jeu d'argent en ligne basée à Gibraltar depuis 2003 et dont l'histoire remonte à sa création en mai 1997 sous le nom de Virtual Holdings Limited.
La société est cotée LSE avec le code 888.

## Histoire
Avant l'introduction en bourse de la société, deux entrepreneurs israéliens, les frères Avi et Aaron Shaked possédaient approximativement soixante-dix pour cent de la société mère grâce à des titres familiaux (fiducie). Deux autres frères d'une autre famille, Shay et Ron Ben-Yitzhak, contrôlaient quant à eux, également par le biais de titres familiaux, approximativement vingt-cinq pour cent de la société. Enfin les employés de la société  possédaient collectivement les cinq pour cent restants. L'entreprise est cotée en bourse en 2005 et prend le nom de « 888 » en 2006.
Le 2 octobre 2006, 888 Holdings a annonce qu’il suspendait pour une durée indéterminée toute opération avec ses clients américains (États-Unis) en conséquence du vote de la loi Safe Port Act par le Congrès des États-Unis trois jours plus tôt.
En juillet 2015, 888 annonce vouloir acquiert Bwin pour 1,4 milliard de dollars, face à une offre similaire de GVC Holdings, ce dernier relève son offre à 1,55 milliard de dollars. En septembre 2015, Bwin accepte une offre de 1,7 milliard de dollars de la part de GVC Holdings.
En juillet 2016, 888 Holdings est en discussion avec Rank Holdings, un opérateur britannique de casinos et de bingos, pour acquérir William Hill,. En août 2016, les deux entreprises annoncent la fin de leurs discussion pour cette opération.
En septembre 2021, 888 Holdings annonce l'acquisition des activités non-américaines de William Hill pour 3 milliards de dollars à Caesars Entertainment. En décembre 2021, 888 Holdings annonce la vente de ses activités dans le bingo à Broadway Gaming pour 50 millions de dollars. En avril 2022, 888 Holdings revoir à la baisse le prix d'acquisition de William Hill de près de 250 millions de livres.

## Sites web
Conformément aux termes de la licence accordée par le gouvernement de Gibraltar, la société possède et fonctionne par le biais d’un certain nombre de sites de jeu (aussi bien avec de l’argent réel qu’a des buts éducatifs) incluant :

### 888casino
Le Casino-on-Net a été à l'origine lancé en mai 1997 et a servi 13 millions de personnes. Le site offre un certain nombre de jeux de casino traditionnels, tels que des machines à sous, le blackjack, le baccara, la roulette, le jeu de dés, le pai gow poker, le caribbean stud poker, le keno, ou le vidéo poker. Le Casino-on-Net offre aussi des versions gratuites d’entraînement à ces jeux. En 2010, Casino-on-Net est renommé 888casino.

### 888poker
Pacific Poker est la branche de poker qui fut lancé en juillet 2002. Il propose exclusivement des variantes de poker et d’autres jeux de cartes. Les variantes traditionnelles de poker sont disponibles tels que Texas Hold'em, Omaha, et Seven-card stud. Pacific Poker est renommé par la suite 888poker.

## Sponsor
Depuis 2004, le groupe 888.com a été le principal sponsor du Middlesbrough Football Club ; on pouvait d’ailleurs apercevoir le logo de la société inscrit sur le maillot de l’équipe.
Plus récemment[Quand ?] le groupe 888.com est devenu le principal sponsor des clubs de football de Séville et Toulouse. Enfin, en 2006, 888.com est devenu le principal sponsor du World Snooker Championship.